# Aranyhaj: A sorozat
Az Aranyhaj: A sorozat, a második évadtól Aranyhaj gubancos kalandja (eredeti cím: Tangled: The Series / Rapunzel's Tangled Adventure) 2017 és 2020 között futó amerikai 2D-s számítógépes animációs kalandsorozat, amelynek alkotói Shane Prigmorea és Chris Sonnenburg.
Amerikában 2017. március 24-én a Disney Channel tűzte műsorára. Magyarországon 2017. szeptember 25-én mutatta be a Disney Channel.
A sorozat alapja a 2010-es, 3D-s számítógépes animációs film az Aranyhaj és a nagy gubanc. A történet az eredeti film és a rövid film, az  Aranyhaj – Örökkön örökké között játszódik. Bevezető része egy film az Aranyhaj: Az örökkön örökké előtt, amelynek a premierje 2017. március 10-én volt. Az RTL a Kölyökklub blokkja is bemutatta a sorozatot 2025. június 21-én.

## Ismertető
Miután kiszabadult a toronyból és rátalált a biológiai szüleire, Frederic királyra és Arianna királynőre, Aranyhaj új életet kezd, mint Corona királyságának hercegnője. Ám alkalmazkodni egy teljesen új életstílushoz, amely ráadásul azzal jár, hogy fel kell készülnie a majdani uralkodásra, cseppet sem ígérkezik egyszerű feladatnak. A mindennapok számtalan izgalmas kaland elé állítják a kedves, bátor, mégis olykor naiv hercegkisasszonyt, ám szerencsére segítségére van a vőlegénye Eugén, hűséges kaméleonja Pascal, és a rettenthetetlen Maximus hátasló, valamint az újdonsült társalkodónője Cassandra, aki nagyon hamar közeli barátjává válik. Amikor azonban Aranyhaj 30 méter hosszú, varázserejű haja rejtélyes módon visszatér, minden sokkal bonyolultabbá válik...

## Szereplők

### Főszereplők
| Szereplők                  | Eredeti hang  | Magyar hang          |
| -------------------------- | ------------- | -------------------- |
| Aranyhaj                   | Mandy Moore   | Csifó Dorina         |
| Nyálas Eugén (Flynn Rider) | Zachary Levi  | Tokaji Csaba         |
| Cassandra                  | Eden Espinosa | Mezei Kitty          |
| Arianna királynő           | Julie Bowen   | Kisfalvi Krisztina   |
| Frederic király            | Clancy Brown  | Szabó Sipos Barnabás |

### Mellékszereplő
| Szereplők                         | Eredeti hang                                             | Magyar hang                                              |
| --------------------------------- | -------------------------------------------------------- | -------------------------------------------------------- |
| Pascal                            | Dee Bradley Baker                                        | Eredeti hang                                             |
| Maximus                           | Dee Bradley Baker                                        | Eredeti hang                                             |
| Kapitány                          | M.C. Gainey                                              | Dézsy Szabó Gábor                                        |
| Lance Strongbow                   | James Monroe Iglehart                                    | Varga Rókus                                              |
| Tömpe törpe                       | Paul F. Tompkins                                         | Várday Zoltán (1-34. rész) Csuha Lajos (35-60. rész)     |
| Varian                            | Jeremy Jordan                                            | Czető Roland                                             |
| Pete                              | Sean Hayes                                               | Oroszi Tamás                                             |
| Stan                              | Diedrich Bader                                           | Péter Richárd                                            |
| Dudaorr                           | Jeffrey Tambor                                           | Hegedűs Miklós                                           |
| Kampóláb                          | Jeff Ross                                                | Molnár Kristóf (4. rész) Fellegi Lénárd (10-36. rész)    |
| Attila                            | Steven Blum                                              | Fehér Péter                                              |
| Vladimir                          | Charles Halford                                          | Hám Bertalan                                             |
| Lady Kény                         | Laura Benanti                                            | Sági Tímea                                               |
| Zsebkosz                          | Jess Harnell                                             | Fekete Zoltán                                            |
| Vidra                             | Kevin Michael Richardson                                 | Petridisz Hrisztosz                                      |
| Ludvig                            | Sigurd Holmen Le Dous                                    | Petridisz Hrisztosz                                      |
| Monty                             | Richard Kind                                             | Konrád Antal Beratin Gábor (59. rész)                    |
| Nigel                             | Peter MacNicol                                           | Bardóczy Attila Bodrogi Attila (52. rész)                |
| Quirin                            | Jonathan Banks                                           | Koncz István                                             |
| Feldspar                          | Zachary Levi                                             | Pálmai Szabolcs                                          |
| Xavier                            | Adewale Akinnuoye-Agbaje                                 | Kajtár Róbert                                            |
| Vén Lady Crowley                  | Pat Carroll                                              | Grúber Zita                                              |
| Hírnök                            | Dee Bradley Baker                                        | Orosz Ákos (4. rész) Pálmai Szabolcs (18. résztől)       |
| Willow                            | Jane Krakowski                                           | Urbán Andrea                                             |
| Nyanya Banya                      | Donna Murphy                                             | Náray Erika                                              |
| Szurka Piszka fivérek             | Ron Perlman (Barkó) John DiMaggio (Félszem)              | Bognár Tamás (Barkó) Bolla Róbert (Félszem)              |
| Dale (hamis Giovanni)             | Artt Butler                                              | Koncz István                                             |
| Roncsoló Martalóc                 | Danny Trejo                                              | Petridisz Hrisztosz                                      |
| Doctor St. Croix                  | Barry Bostwick                                           | Bácskai János                                            |
| Fernanda Pizazzo                  | Jessica St. Clair                                        | Laurinyecz Réka                                          |
| Trevor király                     | Bradley Whitford                                         | Galbenisz Tomasz                                         |
| Andrew                            | Dean Winters                                             | Horváth-Töreki Gergely (1. évad) Király Adrián (3. évad) |
| Rosszmáj Rozi boszi               | Danielle Brooks                                          | Nádasi Veronika                                          |
| Cukori asszony                    | Ellen Greene                                             | Virághalmy Judit                                         |
| A Pittsfordi Griff                | Jon Polito                                               | Várkonyi András                                          |
| Kiera (Pukkancs)                  | Vivian Vencer                                            | Pál Zsófi                                                |
| Catalina (Vörös)                  | Ruby Jay                                                 | Györke Laura                                             |
| Adira                             | Kelly Hu                                                 | Solecki Janka                                            |
| Vex                               | Britt Robertson                                          | Berkes Boglárka                                          |
| Quaid kapitány                    | Reg E. Cathey                                            | Barbinek Péter                                           |
| Lova                              | Yvonne Strahovski                                        | Bognár Anna                                              |
| A Báró                            | Lance Henriksen                                          | Orosz István                                             |
| Anthony, a Menyét                 | Gideon Emery                                             | Szabó Endre (1. évad) Kapácsy Miklós (2. évad)           |
| Dwayne                            | Dee Bradley Baker                                        | Juhász Zoltán                                            |
| Anyjuk                            | Kathy Najimy                                             | Halász Aranka                                            |
| Apjuk                             | Christian Borle                                          | Kautzky Armand                                           |
| Madame Canardist                  | Carol Kane                                               | Bessenyei Emma                                           |
| Petunia                           | Jill Matson-Sachoff                                      | Vámos Mónika                                             |
| William                           | Greg Grunberg                                            | Petridisz Hrisztosz                                      |
| Calliope                          | Natalie Palamides                                        | Bertalan Ágnes                                           |
| Az Orom Őrzője                    | Tony Amendola                                            | Bartók László                                            |
| Alfons                            | Flula Borg                                               | Kovács Nóra                                              |
| Borb                              | Richard Horvitz                                          | Csere Ágnes                                              |
| Florina                           | Russi Taylor                                             | Sági Tímea                                               |
| Seraphina                         | Katy Mixon                                               | Wégner Judit                                             |
| Ferry kapitány                    | Kevin Michael Richardson                                 | Bolla Róbert                                             |
| Lumph parancsnok                  | Curtis Armstrong                                         | Imre István                                              |
| Erényes Szent Berkenye            | Lil Rel Howery                                           | Barabás Kiss Zoltán                                      |
| Hector                            | Kim Coates                                               | Pál Tamás                                                |
| Matthews                          | Gavin Creel                                              | Juhász Zoltán                                            |
| Kampókéz                          | Brad Garett                                              | Faragó András                                            |
| Edmund király                     | Bruce Campbell                                           | Németh Gábor                                             |
| Creighton kapitány                | Artemis Pebdani                                          | Szórádi Erika                                            |
| Tinédzser Nyálas Eugén            | Sean Giambrone                                           | Berecz Kristóf Uwe                                       |
| Tinédzser Lance Strongbow         | Vargus Mason                                             | Pál Dániel Máté                                          |
| Tinédzser Barkó                   | Brian Hull                                               | Bogdán Gergő                                             |
| Ingvarr királynője                | Gina Torres                                              | Koncz-Kiss Anikó                                         |
| Villámcsapott Brock (Flynn Rider) | Chris Diamantopoulos                                     | Varga Gábor                                              |
| Lord Demanitus                    | Timothy Dalton                                           | Szélyes Imre (2. évad) Borbiczki Ferenc (3. évad)        |
| Zhan Tiri                         | Tara Fitzgerald (Démon) Jennifer Veal (Elvarázsolt lány) | Rátonyi Hajni (Démon) Boldog Emese (Elvarázsolt lány)    |

## Epizódok
| Évad | Évad        | Epizódok    | Eredeti sugárzás  | Eredeti sugárzás    | Magyar sugárzás      | Magyar sugárzás      |
| Évad | Évad        | Epizódok    | Évadpremier       | Évadfinálé          | Évadpremier          | Évadfinálé           |
| ---- | ----------- | ----------- | ----------------- | ------------------- | -------------------- | -------------------- |
|      | Különkiadás | Különkiadás | 2017. március 10. | 2017. március 10.   | 2017. szeptember 16. | 2017. szeptember 16. |
|      | Rövidfilmek | 9           | 2017. május 5.    | 2018. augusztus 23. | 2018. március 29.    | TBA                  |
|      | 1           | 23          | 2017. március 24. | 2018. január 13.    | 2017. szeptember 25. | 2018. július 14.     |
|      | 2           | 24          | 2018. június 24.  | 2019. április 14.   | 2019. február 25.    | 2019. május 30.      |
|      | 3           | 21          | 2019. október 7.  | 2020. március 1.    | 2020. február 10.    | 2020. október 11.    |

## A sorozat készítése
2015. június 3-án a Disney Channel bejelentette, hogy a sorozat fejlesztés alatt áll. 2017. február 15-én bejelentették a sorozat premierje előtt, hogy berendelik a második évadot.
2018. május 31-én bejelentették, hogy a második évad premierje 2018. június 24-én lesz, és berendelték a harmadik évadot. Ezenkívül bejelentették, hogy a sorozat új címet kap.